# (21564) Widmanstätten
(21564) Widmanstätten – planetoida z grupy pasa głównego asteroid okrążająca Słońce w ciągu 3 lat i 102 dni w średniej odległości 2,21 j.a. Została odkryta 26 sierpnia 1998 roku w Europejskim Obserwatorium Południowym przez Erica Elsta. Nazwa planetoidy pochodzi od Aloisa von Widmanstättena, austriackiego naukowca zajmującego się badaniami meteorytów. Przed nadaniem nazwy planetoida nosiła oznaczenie tymczasowe (21564) 1998 QQ101.